# Удбхата
Удбхата — староіндійський поет і теоретик поезії VIII—IX століття. Автор поеми «Народження Кумари». У праці «Стислий виклад суті поетичних прикрас» класифікував різні типи «аланкар» (поетичних прикрас"). Удбхата вважав суттю поезії «раса» — здатність зображувати і викликати певні почуття та переживання.
Він налічував 8 основних «раса» — еротичне, героїчне, комічне, поетичне, те що породжує подив, огиду, гнів, страх.